# Liste des orgues de Toulouse
La ville de Toulouse compte 20 orgues, dont 11 font partie de la Liste des orgues de Midi-Pyrénées protégés aux monuments historiques.

## Orgues classés aux monuments historiques
- Orgue de tribune de la basilique Saint-Sernin de Toulouse (partie instrumentale)
- Orgue de l'église musée des Augustins
- Orgue de chœur de la cathédrale Saint-Etienne de Toulouse (buffet, partie instrumentale)[2]
- Orgue de tribune de la cathédrale Saint-Etienne de Toulouse (Buffet d'orgue)
- Orgue de tribune de l'église du Gesù de Toulouse (partie instrumentale)
- Orgue de tribune de l'église Notre-Dame de la Dalbade (partie instrumentale)
- Orgue de tribune de l'église Notre-Dame du Taur (partie instrumentale)
- Orgue de tribune de l'église Saint-Caprais (orgue)[Où ?]
- Orgue de tribune de l'église Saint-Nicolas de Toulouse (buffet, partie instrumentale)
- Orgue de tribune de l'église Saint-Pierre des Chartreux de Toulouse (buffet, partie instrumentale)
- Orgue de tribune de la basilique de la Daurade (partie instrumentale)
- Orgue de tribune de l'église de l'Immaculée Conception (partie instrumentale)[Où ?]

## Autres orgues
- Orgue de tribune de la chapelle Sainte-Anne
- Grand orgue du Temple du Salin
- Orgue de tribune de l'Église des Minimes
- Grand orgue du couvent des Dominicains[3]
- Orgue de chœur de l'Église du Christ-Roi
- Orgue de la paroisse Saint-Marc (religieuses du Sacré-Cœur)[4]
- Orgue de l'Église Saint-Exupère de Toulouse
- Orgue de l'Institut catholique de Toulouse
- Orgue de l'Église Sainte-Marie Madeleine de Lalande
- Orgue de l'Église Saint-Jérôme de Toulouse

## Sources
Revue des Orgues méridionales, ISSN 0181-4958